# Nymphon biserratum
Nymphon biserratum is een zeespin uit de familie Nymphonidae. De soort behoort tot het geslacht Nymphon. Nymphon biserratum werd in 1961 voor het eerst wetenschappelijk beschreven door Losina-Losinsky. 